# セラヴァッレ
セラヴァッレ（イタリア語: Serravalle）は、サンマリノのカステッロ（基礎自治体）のひとつ。同国最大の街「ドガーナ」がある地区でもある。

## 概要
セラヴァッレは、サンマリノ共和国において最多の人口を擁するカステッロ（基礎自治体）である。

## 地理

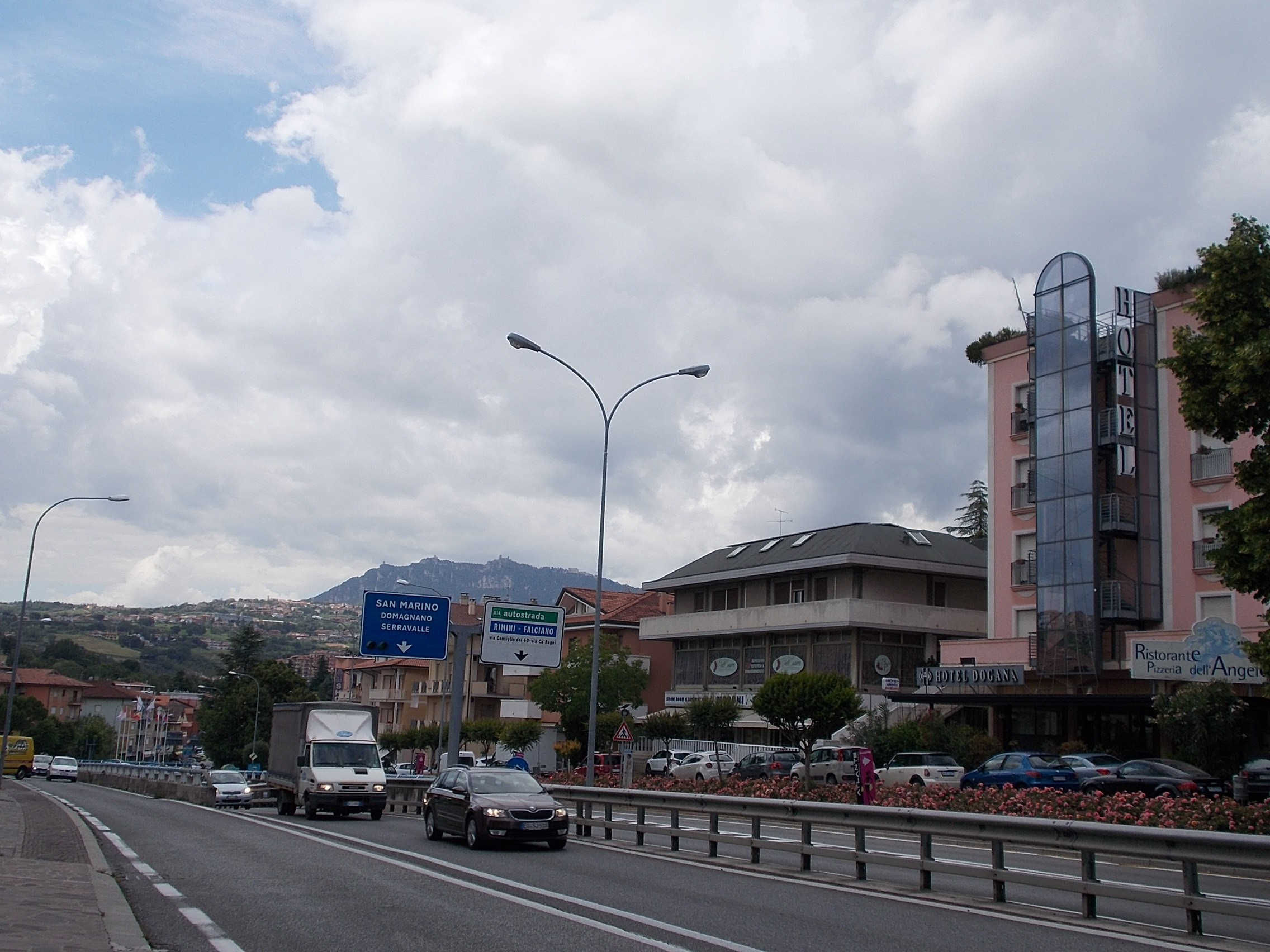
ドガーナのメインストリート

### 位置
首都サンマリノ市の北約5kmに位置する。

### 気候
丘の上に位置することもあって、気候は涼しい。
セラヴァッレ市街は中部の分離集落にある。

### 人口
人口は10,878人（2018年）で、面積は10.53 km²。
首都であるサンマリノ市と比べてもはるかに多く、国内唯一である人口1万人以上という、最多の人口を抱える。

## 歴史

### 近現代
- 1957年 - ロヴェレタ事件：サンマリノにおける憲法上の危機。クーデター

## 対外関係

### 姉妹都市・提携都市

#### 国外
- キウージ・デッラ・ヴェルナ（イタリア共和国 トスカーナ州 アレッツォ県）- 1954年
- スルモーナ（イタリア共和国 アブルッツォ州 ラクイラ県）- 2017年
- ザキントス（ギリシャ共和国 イオニア地方 ザキントス県）- 2014年
- ゲルニカ（スペイン王国 バスク州 ビスカヤ県）

## 観光

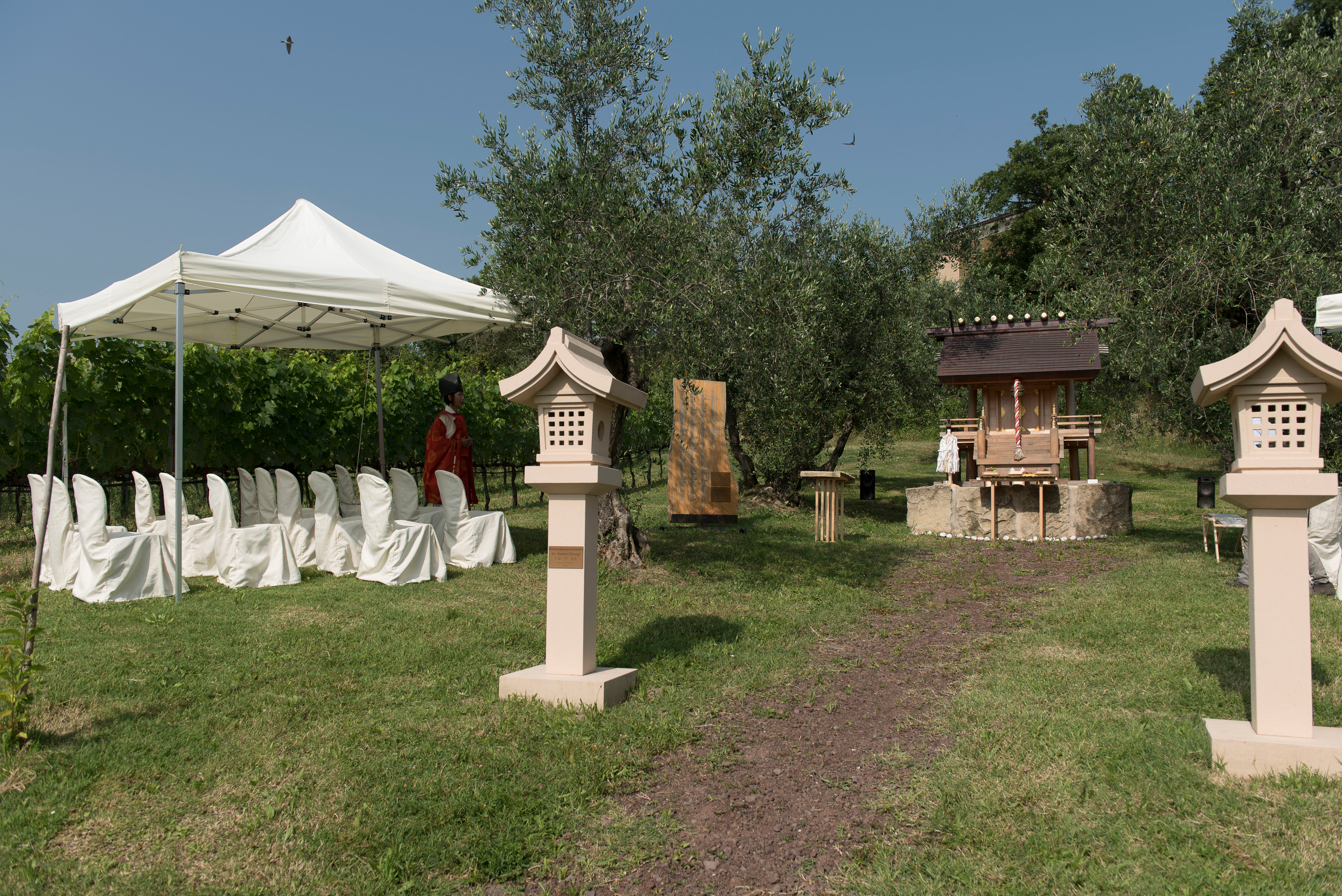
サンマリノ神社

### 名所・旧跡
- サンマリノ神社 - ヨーロッパで初の日本国の神社本庁が承認した神社が所在している。

## 文化

### スポーツ
国内最大級のスポーツ施設「サンマリノ・カルチョ・スル」があることでも有名である。その他に「サンマリノ・スタジアム」などが所在する。

#### サッカー
- ACユベネス・ドガーナ（カンピオナート・サンマリネーゼ・ジローネA）

#### 野球
- T&Aサンマリノ（IBL）- イタリア共和国のプロ野球リーグにサンマリノ共和国から唯一所属している。